# Are, Saare
Are este un sat situat în partea de vest a Estoniei, în regiunea Saare, pe insula Saaremaa. Aparține de comuna Pöide.